# Potenza
Potenza é uma comuna italiana da região da Basilicata, província de Potenza, com cerca de 69.295 habitantes. Estende-se por uma área de 173 km², tendo uma densidade populacional de 401 hab/km². Faz fronteira com Anzi, Avigliano, Brindisi Montagna, Picerno, Pietragalla, Pignola, Ruoti, Tito, Vaglio Basilicata.
Conhecida como Potência (Potentia) durante o período romano.

## Demografia
| Variação demográfica do município entre 1861 e 2011                               |
|                                                                                   |
| Fonte: Istituto Nazionale di Statistica (ISTAT) - Elaboração gráfica da Wikipedia |